# Fiorella Ghilardotti
Fiorella Ghilardotti (ur. 25 czerwca 1946 w Castelverde, zm. 13 września 2005 w Mediolane) – włoska polityk, działaczka związkowa, prezydent Lombardii, deputowana do Parlamentu Europejskiego IV i V kadencji.

## Życiorys
Ukończyła studia ekonomiczne na Uniwersytecie Katolickim w Mediolanie, krótko pracowała jako nauczycielka. W 1975 została etatową działaczką związkową w ramach CISL, włoskiej konfederacji pracowniczych związków zawodowych.
W 1990 wybrano ją do rady regionalnej Lombardii z ramienia Włoskiej Partii Komunistycznej. Działał następnie w Demokratycznej Partii Lewicy i Demokratach Lewicy, zasiadała we władzach krajowych tych ugrupowań. Od 1992 do 1994 sprawowała urząd prezydenta Lombardii.
W wyborach w 1994 i 1999 uzyskiwała mandat posłanki do Parlamentu Europejskiego. Należała do frakcji socjalistycznej, pracowała m.in. w Komisji Praw Kobiet i Równouprawnienia oraz w Komisji Prawnej i Rynku Wewnętrznego. W PE zasiadała do 2004. Zmarła w następnym roku.